# Cultura de Camboya

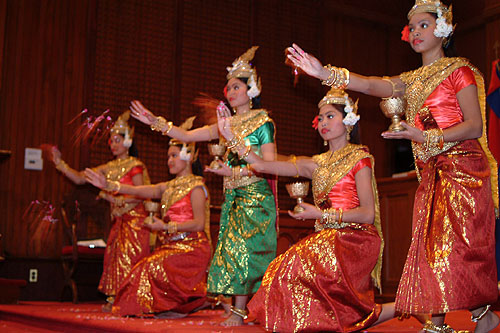
La apsara, la danza clásica jemer que se remonta a las antiguas cortes de Angkor.

La Cultura de Camboya o Cultura Jemer es el conjunto de características que conforman la identidad social, histórica y antropológica de la etnia Jemer en el Sureste Asiático. La Cultura Jemer está presente en el moderno Reino de Camboya, pero debido a los rastros del antiguo Imperio de Angkor, ella comprende también núcleos significativos en los países circunvecinos cuyos territorios formaron parte de dicho Imperio y que son Tailandia, Laos, Vietnam y Birmania. Debido a las migraciones jemeres al exterior, sobre todo hacia Europa, Norteamérica y Oceanía, actualmente existen grupos que comparten la identidad jemer. Existen además en el territorio camboyano grupos minoritarios no jemeres, pero para los cuales el nombre de Cultura Camboyana les sería más preciso.

## Identidad nacional

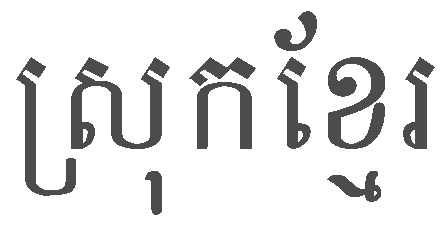
«Camboya» en escritura jemer.

La cultura jemer, desarrollada y esparcida por el Imperio jemer, tiene estilos distintivos de baile, arquitectura, y escultura que han influido en gran manera en Laos y Tailandia. Entre los notables artistas recientes figuran el cantante Sinn Sisamouth (quien introdujo nuevos estilos musicales al país) y más tarde la cantante Meng Keo Pichenda.
Bonn Om Teuk (la Fiesta de Carreras de Barcos), la competencia anual de remo, es la fiesta camboyana más grande. Se celebra a fines de la temporada de lluvias, cuando el río Mekong empieza a bajar a sus niveles normales. Aproximadamente asiste el 10% de la población. Los juegos populares incluyen peleas de gallos, fútbol, y dar patadas a un sey, que es parecido a un balón de Hacky attack. 
El arroz es el cereal básico, como en los otros países del sudeste asiático, y el pescado obtenido del río Mekong y del lago Tonlé Sap también son una parte importante de la dieta. En el 2000 el suministro per cápita de pescado y de productos de pescado para la alimentación y el comercio fue de 20 kg anuales o 55 g diarios 
. Del pescado se hace prahok, un manjar jemer que se puede almacenar durante más tiempo. En general, la cocina de Camboya se parece a la de sus vecinos del sudeste asiático. No se conoce en el mundo tanto como las de Tailandia y Vietnam. Se ha descrito como menos picante que la cocina tailandesa.
Por costumbre camboyana se enseña: que una persona que no se despierta antes del amanecer es perezosa, que hay que decir a los padres o a los mayores donde se va y a que hora se regresa, que hay que cerrar las puertas suavemente o si no se tiene mal genio, que no hay que sentarse con las piernas cruzadas ya que esto sólo lo hacen los maleducados, y que hay que permitir a los demás hablar más que lo que habla uno mismo.
La cultura jemer está muy jerarquizada. Cuanto mayor es la edad de una persona, más respeto hay que tenerle. A cada uno se le dirige con un título jerárquico antes del nombre (y a veces se abrevia el nombre). En algunos casos, se nombra a una persona mayor con un título familiar aunque no haya parentesco, por respeto a su edad. Usar un título incorrecto se supone que es el resultado de una educación inapropiada o falta de respeto a los ancianos.
Los camboyanos por tradición llevan un pañuelo a cuadros llamado kroma, que es lo que distingue a los jemeres de sus vecinos de los países limítrofes. El kroma se usa por muchos propósitos incluyendo la moda, la protección del sol, una ayuda para los pies cuando se trepa un árbol, una hamaca para niños, una toalla, o un pareo. También se puede fácilmente transformar en una muñeca para jugar. Bajo los Jemeres Rojos, todos los jemeres fueron obligados a llevar un kroma a cuadros rojos.
En la cultura jemer, se prohíbe tocar a la cabeza de una persona, porque se cree que la cabeza contiene el alma. Se considera muy irrespetuoso señalar a una persona con los pies, o dormir con los pies dirigidos hacia una persona, porque ellos son la parte más baja del cuerpo y se consideran impuros.
Una creencia de tradición jemer que enseñan los monjes es que hay tres ilusiones o adicciones que conducen al hombre a la autodestrucción: la mujer, el alcohol, y el juego (srey, srai, la-baing).
Casi todo hombre y mujer jemer lleva un collar con un colgante de Buda. Algunos de estos colgantes son destinados para protegerse de los espíritus malignos y otros para atraer la buena suerte.
No es raro en la cultura jemer que un individuo sustituya su nombre propio por otro nuevo. Un ejemplo de esto son dirigentes de los jemeres rojos como Saloth Sar o Chhit Choeun (Pol Pot y Ta Mok, respectivamente). Esta costumbre responde a la interpretación budista del cambio y de la disolución del propio ego.

## Idiomas camboyanos
Como la etnia jemer es la preponderante en Camboya con un 95% de la población, el idioma jemer es el oficial y el primero del país, lo que le da un sentido de unidad nacional. Pero el idioma jemer, que es quizá uno de los idiomas hablados más antiguos de la tierra (su génesis comenzó con la indianización del país durante el primer siglo de nuestra era) y que posee el alfabeto más largo del mundo, está conformado a su vez con un aporte determinante de los idiomas sánscrito y palí. En Camboya además, existen algunas minorías étnicas tribales en sus selvas y montes que por lo general han sido marginadas de la vida nacional, pero que poco a poco comienzan a ser tenidos en cuenta y respetados en su identidad particular. Según las estadísticas del 2000 dadas por el gobierno, se piensa que son aproximadamente entre 60 y 70 mil personas conocidos como Jemer Loeu, que quiere decir "alto jemer", porque viven en las montañas, especialmente al nordeste del país (provincias de Ratanakirí, Mondolkirí, Stung Prey y Kratie).

## Idiomas extranjeros
La pertenencia de Camboya como un estado del Sureste Asiático que lo pone en directa relación con sus vecinos, así como la presencia de grupos étnicos de esos países en Camboya, hacen que idiomas como el vietnamita, tailandés, laosiano y chino no sean extraños en el país. En cuanto a idiomas occidentales, si bien Francia colonizó al país por cien años, el francés cayó en la más completa decadencia sobre todo después del difícil periodo 1970-1979. El tiempo de postguerra actual y la necesidad de un desarrollo de unos de los países más pobres del continente, han hecho que numerosas instituciones internacionales hagan presencia en el territorio y con ello el inglés se convirtió en el primer idioma occidental en Camboya.

## La gastronomía

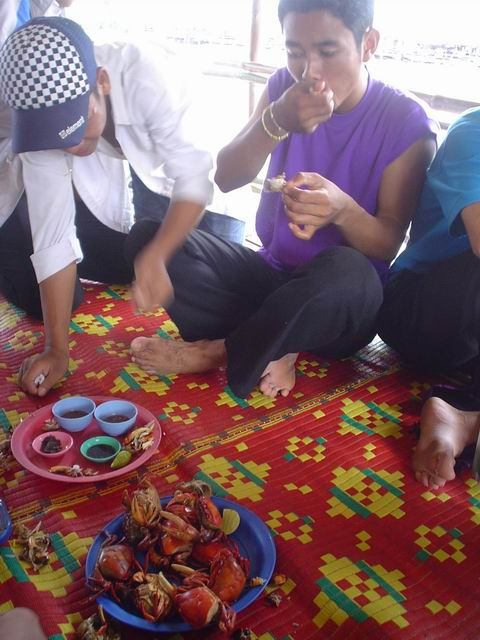
Como en Asia, los jemeres comen en muchas ocasiones con la mano y sentados en posición de loto.

La gastronomía camboyana o jemer tiene una fuerte influencia de siglos de las costumbres alimenticias chinas e indias, así como la subsistencia alimentaria de los más primitivos habitantes del Sudeste Asiático. El paladar camboyano es abierto a todo lo que puede considerarse alimenticio y por lo mismo muchos platos que en Occidente no son considerados para la mesa, los jemeres en cambio los han hecho parte de su dieta.

## Ocio y deporte
El deporte nacional de Camboya es el Prodal o Boxeo Jemer que es la manera en la que en Camboya se refieren a la técnica tradicional de lucha ampliamente difundida en el país y de mucha similitud con el Muay Thai de Tailandia. El deporte en Camboya ha tenido una historia difícil: 100 años de colonización francesa (1851-1954), más de 20 años de cruentas guerras (1970-1993) y una situación de pobreza generalizada con una lenta recuperación, hacen que actividades como el deporte no tengan una importancia mayor en un país en donde la preocupación más inmediata es la supervivencia en todos los sentidos.

## Religión

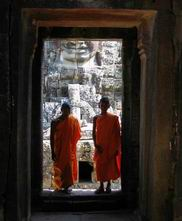
Monjes budistas en Angkor Wat

La religión oficial y la que hace parte de la identidad cultural camboyana contemporánea es el budismo de Theravada o del vehículo inferior. Sin embargo, esta religión en Camboya tiene un fuerte elemento hinduista debido a la larga historia hindú del país. Camboya fue entre los siglos I y XIV básicamente hinduista y esto solo cambió por el budismo por un decreto real. De esta manera, el pueblo continuó con prácticas sincréticas que aún subsisten. Pero también existe le presencia del antiguo animismo que se puede encontrar históricamente en el tiempo previo a la indianización jemer. Con el difícil periodo de guerras y conflictos a partir de 1970 y sobre todo con la prohibición religiosa por parte del régimen de los Jemeres Rojos entre 1975 y 1979, muchos monjes murieron y otros fueron rebajados de su condición religiosa, mientras pagodas fueron destruidas o convertidas en graneros. Ello llevó a una decadencia del budismo camboyano que con la constitución del moderno Reino de Camboya se ha tratado de restablecer y se han recuperado numerosas pagodas. Sin embargo la crisis del budismo en Camboya y de la sociedad camboyana en general debido a las guerras, atrajo además muchos extranjeros que llegaron con sus propias religiones. La segunda religión en número en el país es el Islam debido a la presencia del grupo étnico Cham. El cristianismo tiene su presencia especialmente en la Iglesia católica y Protestante, así como numerosas sectas que, sin embargo, no hacen un porcentaje significativo en el país en donde se ha establecido la libertad de cultos, pero existe una censura a la propaganda religiosa.

## Celebraciones en Camboya
Camboya, con un arraigo preferiblemente budista, celebra los acontecimientos desde la perspectiva de dicha religión. La principal fiesta camboyana es el año nuevo jemer que se presente al final del mes universal de abril. El calendario budista es el que rige la vida cotidiana, aunque el calendario universal (como es conocido el calendario gregoriano), se impone especialmente en el campo de los negocios. Las demás fiestas del calendario budista son norma en el país y ellas coinciden además con los fenómenos naturales que imponen costumbres, como el Festival del Agua, que celebra el retorno del curso del río.
Las fiestas de otras religiones también tienen su parte en la vida nacional como la Navidad, el Ramadán, el año nuevo chino y vietnamita (hacia principios de febrero) y el cambio del año internacional.
Después de la guerra y con el regreso de aquellos refugiados que fueron siendo niños a países occidentales, algunas celebraciones han sido importadas especialmente por la juventud, pero son en general vistas con recelo por los mayores.
Las fiestas patrias son la independencia de Francia, la liberación de Phnom Penh de manos del régimen de los jemeres rojos y otros acontecimientos de carácter nacional y político.
La visita del Rey de Camboya, la inauguración de una nueva pagoda, de una nueva casa, el matrimonio, el funeral y otros similares son motivos de celebración.

## La música
La música camboyana conserva su carácter ancestral. Los instrumentos tradicionales remontan a los tiempos de Angkor. Son parte variados instrumentos de percusión hechos de bambú y la flauta, la misma que acompaña el pastoreo. La trova camboyana acompaña las celebraciones y el trovista recuenta escenas de la vida cotidiana campesina, denuncias, bienvenidas, buenos augurios. Como es común al género trova en otras culturas, esta nace del corazón del trovador, el cual expresa sentimientos y utiliza un lenguaje florido.
La internacionalización de la economía y la carrera de Camboya por superar su pobreza, ha hecho que lleguen al país músicas extranjeras, especialmente de países vecinos y occidentales. Un género novedoso es el del "pop-jemer". De este se desprende por ejemplo el "rap-jemer". Ello conlleva la introducción de instrumentos electrónicos que se hacen populares entre los jóvenes pero que ponen en peligro las música tradicional.

## La danza
A la par con la música, la danza camboyana sobrevive los siglos desde el tiempo de Angkor. La danza clásica camboyana, tenida como una de las más hermosas del mundo, se llama apsara. La apsara es un personaje femenino celestial que danza ante el Rey y lo bendice con su movimientos estilizados y delicados. La apsara conserva el rostro sereno, inexpresivo, mientras mueve sus manos en figuras difíciles de imitar. A la par de esta, el repertorio camboyano es amplio con danzas que representan la vida del campo, el romance, las tradiciones religiosas hinduistas y budistas y otros elementos culturales. En la danza camboyana el roce entre los dos sexos es mínimo. En las fiestas, los bailes espontáneos no se dan en parejas como sucede por ejemplo en muchos pueblos occidentales, sino en grupos que danzan en rondas. Es común que los varones y las mujeres bailen cada uno en su grupo.
La danza camboyana también ha recibido el efecto de danzas extranjeras relacionadas con la música pop. La proliferación de videos con danzarines de pop hace que los jóvenes sigan los nuevos movimientos. Pero la danza tradicional es un elemento característico del pueblo que ha sido alterado bien poco.

## La arquitectura jemer
La arquitectura jemer es única en el mundo y de gran admiración. Ella distingue al pueblo jemer tal como podemos hablar de una arquitectura de otros pueblos de gran contenido histórico como Egipto, China o los Mayas. Los elementos arquitectónicos de Angkor subsisten y son reproducidos de generación en generación. Ellos forman parte de las nuevas construcciones, de los elementos modernos, de las maneras de distribuir los nuevos asentamientos. Todos tienen como referente los templos antiguos de Angkor. Especialmente las pagodas son las encargadas de conservar y difundir la arquitectura jemer.
En una edificación típica jemer sobresale el techo de barro con cuatro aristas que representan los cuatro puntos cardinales y una veneración por los espíritus de la creación. Los tejares de edificaciones sagradas como el Palacio y las pagodas suelen tener una especie de corona con una simbología hindo-budista. Las inscripciones de Angkor suelen reproducirse así como los portales y estatuas de diferentes figuraciones sagradas.
El pueblo camboyano distingue además entre la edificación en piedra tenida para los edificios importantes como aquellos destinados a la religión, a los nobles y al gobierno y las edicicaciones en madera destinadas al pueblo raso. Por esta razón es común que un camboyano le pregunte a un extranjero si su casa es de piedra o de madera: la razón es que busca saber la importancia de la persona a la que le pregunta.

## La literatura jemer
Con la guerra libros, obras y artistas desaparecieron, pero no fueron completamente anhiquilados. En la actualidad, la rápida reconstrucción del país ha hecho que se intente recuperar el trabajo de los grandes autores camboyanos del siglo XX.
Las inscripciones de los templos de Angkor, además de ser valiosos documentos históricos de los relatos de los reyes antiguos, son piezas de arte que han permitido un estudio del idioma jemer. Las obras de los bonzis de las pagodas van de poemas y elegías sagradas a recuentos educativos. La trova camboyana si bien oral, es de un gran valor cultural en lo que toca a la tradición oral del país.
La literatura jemer contemporánea se inicia en el siglo XIX. La novela que abre paso a esta nueva época es Suphat, de Rim Kit, escrita en 1938 y publicada en 1942 en Saigón, de donde fueron enviados dos mil ejemplares a Phnom Penh. El periodo de transición entre la literatura clásica del siglo XIX, en la que destacan el poema de amor Tum Teav y el rey poeta Ang Duong, y la literatura moderna y contemporánea, en prosa, que se inicia entre 1900 y 1938, está representado por Acary Ind, Kram Ngoy, Nou Kan y madame Sou Set, considerada la primera mujer escritora camboyana. Entre 1938 y 1953 destacan Ieng Say, Nhok Them, Rim Kin, Nou Hach y Heng Yan, con una clara influencia de la literatura francesa, ya que Camboya era un protectorado francés.
El periodo comprendido entre 1955 y 1970 se conoce como periodo de Sangkum y acaba con la llegada al poder del príncipe Norodom Sihanouk. En 1956 se funda la Asociación de Escritores Jemeres. Se escriben más de quinientas novelas y entre los autores destacan Hell Sumpha, Kéng Vannsak, Hang Thum Hak, madame Say Hieng, Biv Chhay, Lieng, Chou Thani, Ravivong Kovid, Kuy Lauth, Hak Chhay Hok, etc.
Entre 1970 y 1975 se da el periodo republicano con la entrada de Camboya en la guerra. Se forman dos bandos, los escritores que apoyan el régimen de Lon Nol, y los críticos. Destacan Boun Chan Mol, Nuon Khoeun, Laing Peng Siek, etc. A partir de 1975 y hasta 1979, durante el periodo de la Kampuchea Democrática, la literatura es reprimida, y entre 1979 y 1990, durante la República Popular de Kampochea, la literatura glorifica el socialismo y el patriotismo, y la amistad entre camboyanos y vietnamitas, quienes habían liberado al país del gobierno de los jemeres rojos. Destacan Ouch Vutha, Uom Niroth, Hou Yath, Pin Yathay y Nget Sophorn y poetas como Sok Sothon, Pol Pisey, Uk Sau Bol, Eum Sarom, Som Sophierin y Hy Kim Siep. Los nuevos escritores aparecidos desde 1999 incluyen Yem Samna, Wa Samart, Un Sok Hieng, Phu Yaat y Saim Phuneary. Las publicaciones son pequeñas, de no más de dos mil ejemplares, como ha sucedido con dos novelas de éxito recientes, Veasna Bopha Rungkruh (Una mujer en desgracia), de Hy Kim Siep, y Wopadek Sarey (Remordimiento), de Saim Phuneary. Uno de los autores más conocidos en la actualidad y uno de los pocos traducidos al castellano es Loung Ung, nacida en Phnom Penh en 1970. Sus memorias, First they killed my father (Harper Collins, 2000), titulado en castellano Se lo llevaron (Maeva, 2001; RBA, 2002, traducción de Alejandro Pareja) se ha convertido en un best seller internacional; en el libro cuenta el asesinato de sus padres, su experiencia como niña soldado y su huida a Tailandia.

## Mentalidad jemer
El pueblo jemer tiene particularidades precisas que lo hacen diferente de los países vecinos como Tailandia, Laos y Vietnam. Si bien esos tres países pertenecen a la familia de los pueblos sino-mongoles, los camboyanos están emparentados con la India y con los pueblos malasios. Por esta razón prima el elemento hinduista-budista y la llamada cultura de la armonía que contrasta con el espíritu emprendedor del chino. Algunos elementos a individuar:
- El pueblo camboyano desde la decadencia de Angkor ha vivido en la zozobra de invasiones extranjeras (Tailandia, Vietnam, Francia), y ello lo hace ver al extranjero con cierto recelo, aunque sin ocultar su ancestral amabilidad. Un camboyano descubre difícilmente su mente ante un extranjero.
- La religión budista de teravada rige la vida cotidiana y personal del camboyano. Sin embargo prima el aspecto budista del fatalismo que hace que en algunas ocasiones sea completamente pasivo ante lo que le sucede y vea la tragedia humana como parte del destino que no puede cambiarse. Este aspecto ha causado duros contrastes con la visión occidental que en algunas ocasiones ve este aspecto como un obstáculo al desarrollo.
- El camboyano tiene un espíritu bastante conservador y vertical, con un respeto estricto por la autoridad y el mayor.